# 呂志恆 (清朝)
呂志恒（18世纪？—1832年），字立吾，江蘇陽湖人，清朝官员，監生出身。

## 生平
呂志恒本為監生，後捐得縣丞。嘉慶二十二年（1817年）七月，署臺灣府彰化縣知縣。歷任臺灣府北路理番鹿仔港海防捕盜同知、臺灣府撫民理番海防糧補通判、臺灣府海防兼南路理番同知、福州海防同知等。道光二年（1822年）接替张缙云任龙岩州知州一职，道光三年（1823年）由陈士荣接任。道光十一年（1831年）因功陞任臺灣府知府一職。翌年，農人張丙起事，他於台南率軍前往嘉義解圍，不久於兩軍交戰中陣亡。